# ویتولد گمبرویچ
ویتولد گُمبرُویچ (به لهستانی: Witold Marian Gombrowicz) (۴ اوت ۱۹۰۴ —۲۵ ژوئیه ۱۹۶۹) رمان‌نویس و نمایشنامه‌نویس لهستانی و از پیشگامان تئاتر ابزورد بود.

## زندگی
گمبرویچ در دانشگاه حقوق خواند اما برای دنبال کردن علاقه‌اش به ادبیات، شغل خود را رها کرد. پس از موفقیت بزرگ نخستین رمانش، فردیدورکه (۱۹۳۷) که تصویر مضحکی از جامعه آن زمان ارائه می‌کرد و موجب شوکه شدن خوانندگانش شد، به آرژانتین رفت و تا پس از جنگ جهانی دوم در آنجا ماند. از آنجایی که او نویسنده‌ای مهاجر بود، انتشار کتاب‌هایش در لهستان ممنوع شد. اما یک انتشارات لهستانی در پاریس کتاب‌های پس از جنگ او، ترانس-آتلانتیک (۱۹۵۳)، پورنوگرافی (۱۹۶۰) و کیهان (۱۹۶۵) را منتشر کرد. او در ۱۹۶۳ به اروپای غربی بازگشت و تا پایان عمر در فرانسه زندگی کرد.